# Donatella Di Cesare
Donatella Di Cesare (Roma, 1956) es filósofa, ensayista y columnista italiana.

## Biografía
Profesora de Filosofía en Universidad de Roma La Sapienza, colabora con varios periódicos y revistas, como el semanario L'Espresso, los periódicos Corriere della Sera e Il manifesto. Sus libros y ensayos están traducidos a varias lenguas. Se autodefine como "de izquierda radical".

## Trayectoria
En la primera fase de sus estudios, llevados a cabo sobre todo en Alemania, primero en la Universidad de Tubinga y más tarde en la Universidad de Heidelberg, bajo la tutela de Hans-Georg Gadamer, se ocupó de la fenomenología y la hermenéutica filosófica, ofreciendo una visión original cercana a la deconstrucción de Jacques Derrida. Corresponden a este periodo muchos ensayos y dos libros: Utopia del comprendere (Il melangolo, Génova, 2003) y Gadamer (Il Mulino, Bolonia, 2007).
Después de la publicación de los Schwarze Hefte (Cuadernos negros) de Martin Heidegger, Di Cesare se preguntó acerca de la responsabilidad de la filosofía hacia el Holocausto con la publicación del libro Heidegger e gli ebrei. I «Quaderni neri» (Bollati Boringhieri, Turín, 2014). La cuestión de la violencia, y de la condición humana sometida a violencia extrema, ha constituido una etapa adicional de su investigación. De ahí el volumen Tortura (Bollati Boringhieri, Turín, 2016). Las cuestiones políticas y éticas en la era de la globalización la llevaron a investigar el fenómeno actual del terror, el rostro oscuro de la guerra civil mundial. De ahí Terrore e modernità (Einaudi, 2017).
El punto de inflexión política de su pensamiento surgió en particular a partir de 2017, cuando abordó el tema de la soberanía, ya tratado en los ensayos sobre la teología política de Baruch Spinoza. El conflicto de época entre el estado y los migrantes es el tema del libro Stranieri residenti. Una filosofia della migrazione, Bollati Boringhieri, Turín 2017, que recibió el Premio Pozzale para la no ficción 2018 y el Premio Sila - Economía y Sociedad 2018; en finés: Tambere, 2019; en español: Amorrortu, 2019 (próxima publicación); en inglés: Polity Press, Cambridge Boston 2019; en brasileño: Âyiné, 2020.
Las cuestiones filosófico-políticas sobre la extrañeidad y el mito de la identidad son el tema del libro Marrani. L’altro dell’altro, Einaudi, Turín 2018, en español: Gedisa, Barcelona 2019 (Marranos. El otro del otro); en brasileño: Âyiné, 2020; en inglés: Polity Press, Cambridge Boston 2020.
Encontramos un resumen de su posición filosófica en el libro Sulla vocazione politica della filosofia, Bollati Boringhieri, Turín 2018, finalista del Premio Benedetto Croce 2018. Publicación en 2020 en español: Gedisa, Barcelona; en inglés: Polity Press, Cambridge - Boston; en alemán: Matthes und Seitz, Berlín.
Es miembro del Comité Científico de la Internationale Wittgenstein-Gesellschaft y de los Wittgenstein-Studien. De 2011 a 2015 fue vicepresidenta de la Martin Heidegger-Gesellschaft, posición a la que renunció el 3 de marzo de 2015 tras la publicación de los Cuadernos negros. Es miembro de la Asociación Italiana Walter Benjamin. Desde 2016 dirige la colección «Filosofia per il XXI secolo» de la editorial Mimesis. Desde 2018 es miembro del Consejo Científico y Estratégico del CIR Onlus, el Consejo Italiano para los Refugiados.
Ha sido profesora invitada en numerosas universidades: Stiftung-University of Hildesheim (Alemania) 2003; Albert-Ludwig-Universität de Freiburg im Breisgau (Alemania), 2005. Kulturwissenschaftliches Forschungskolleg de Colonia (Alemania), 2007. En el semestre de invierno de 2007 fue profesora Visitante Distinguida de Arte y Humanidades en la Pennsylvania State University (EE. UU.). En 2012 fue profesora invitada en el Departamento de Lenguas y Literaturas de la Brandeis University (EE. UU.). En el semestre de invierno de 2016 fue Brocking Visitorship en Queen's University (Canadá). En 2017 fue convocada por un año de enseñanza en la prestigiosa Escuela Normal Superior de Pisa, Italia.
En 2022 publicó la segunda edición ampliada de Se Auschwitz è nulla. Contro il negazionismo. Al año siguiente fue publicada en castellano por la Editorial Katz con el título Si Auschwitz no es nada. Contra el negacionismo (traducción de Azul Russo).